# Seoul World Cup Stadium
Il Seoul World Cup Stadium (서울월드컵경기장), in italiano: Stadio della coppa del mondo di Seoul è uno stadio di calcio situato a Sangam, presso Seul, nella Corea del Sud.
Sede delle partite interne dell'FC Seul dal 2004, ha una capienza di 66.704 posti (Incluso: 816 per i VIP e 754 per i media e 75 per i Sky Box). Fu costruito per il campionato del mondo 2002, del quale lo stadio fu una delle sedi e vi si svolsero le seguenti gare:
- Francia -  Senegal 0-1 (gruppo A e gara inaugurale) il 31 maggio
- Turchia -  Cina 3-0 (gruppo C) il 13 giugno
- Germania -  Corea del Sud 1-0 (Semifinale) il 25 giugno